# Борис Шапошњиков
Борис Михајлович Шапошњиков (рус. Борис Михайлович Шапошников; Златоуст, 2. октобар 1882 — Москва, 26. март 1945), је био пуковник Царске армије, маршал Совјетског Савеза, начелник Генералштаба Црвене армије, војни теоретичар.

## Биографија
Рођен је у граду Златоусту, код Чељабинска на Уралу, пореклом од оренбуршких козака. Отац Михаило Петровић (рус. Михаил Петрович), био је најамни радник, а мајка Пелагија (рус. Пелагея Кузьминична) радила је као учитељица. Имао је млађег брата Јевгенија (рус. Евгений) и сестру Јулију (рус. Юлия). Отац је имао још четворо одрасле деце из претходног брака. Породица је најпре живела у Златоусту, а затим се преселила у Белебеј.
Образовање је стекао у Красноуфимској индустријској школи (шест разреда 1893—1899) и Александровској реалној школи (7. разред 1900) у Перму. За војну службу се одлучио зато што је била бесплатна, како својим школовањем не би оптерећивао родитеље. У војну службу је ступио 29. августа 1901. Завршио је војну академију у Москви 1903. године. Официрску службу започео је у Туркестанској војној области, а затим наставио у пограничној Варшавској војној области. Дипломирао је на Николајевској генералштабној академији 1910. У Првом светском рату од 1914—1918 налазио се на штабној дужности. Од октобра 1917. године стекао је чин пуковника, а у децембру исте године нашао се на челу Кавкаске гренадирске дивизије. Два месеца после демобилизације царске армије, са жељом да настави своју војну каријеру, у мају 1918. се придружио Црвеној армији. Током Грађанског рата у Русији, у годинама 1918—1922. обављао је више дужности у Врховном војном савету и као шеф обавештајног одељења, да би касније постао шеф операција на терену.
По завршетку Грађанског рата 1921. године, постао је помоћник начелника штаба Црвене армије. У периоду између 1925—1928 командовао је трупама Лењинградског и Московског војног округа, а наредне три године био је начелник Генералштаба Црвене армије. У 1930. се придружио Комунистичкој партији (бољшевика). У јануару 1930. Револуционарни војни савет усвојио резолуцију о стварању јединственог штаба Црвене армије, а централизација Генералштаба је настављена све до 1935. Борис је био један од војних лидера, који је јасно схватио потребу да командно особље чини језгро војске, бринуо се о њиховом образовању и обуци.
Од 1931. до 1932. био је командант војне области Волге, а после тога три године је био начелник и комесар на Војној академији „Михаил Васиљевич Фрунзе“. Од 1935. до 1937. је поново командовао трупама у Лењинградској војној области. Од маја 1937 до августа 1940, обављао је дужност начелника Генералштаба Црвене армије, а затим је именован за заменика комесара народне одбране Совјетског Савеза.
Године 1937 изабран је за посланика Врховног Совјета СССР. У јуну исте године налазио се у Специјалном већу, које је осудило на смрт Михаила Тухачевског, Јона Еманулиовича Јакира (рус. Иона Эммануилович Якир), Јеронима Уборевича (рус. Иероним Петрович Уборевич) и других војних челника, као „непријатеље народа“. Он сам, један је од ретких официра царске војске, који је преживео „чистку“. Једина је особа из Стаљиновог окружења, коме се генерални секретар обраћао по имену и патрониму. Крајем 1930-их година постао је један од главних Стаљинових саветника за војна питања.
Чин маршала Совјетског Савеза додељен му је 7. маја 1940. године.
Отаџбински рат 1941—1945, започео је као начелник штаба западног правца, да би после тога био поново постављен за начелника Генералштаба. Учествовао је у развоју стратегије за низ кључних операција совјетских снага, у периоду између 1941—1942, као нпр. у бици за Смоленск, и зимској контраофанзиви у бици за Москву.
Од јуна 1943, па до краја живота, био је начелник Војне академије Ворошилов. Умро је од туберкулозе 26. марта 1945, шест недеља пре Дана победе. Два дана касније, 28. марта, његова урна је сахрањена у Кремаљском зиду, на Црвеном тргу.

## Дела
По мишљењу маршала Жукова био је један од руских војних научника, који је у оперативним и стратешким питањима најбоље комбиновао теоријско знање, са великим практичним искуством. Аутор је војно-теоријских и војно-историјских научних радова. У књизи „Коњица“ (рус. Конница), која је објављена 1923. године изложио је своја искуства у борбеним активностима у Првом светском, као и у Грађанском рату. Војно-историјску студију „На Висли“ (рус. На Висле) о Совјетско-пољском рату током 1920, објавио је 1924. године. Објавио је „Мозак аримије“ (рус. Мозг армии ) у три књиге, које се сматра његовим животним делом. Прву књигу је објавио 1927, а друге две 1929. године. Обрадио је карактеристике модерног ратовања и улогу Генералштаба у постављању циљева и стратегије оружаних снага у рату и у миру.
„Битка за Москву. Московска операција Западног фронта 16. новембра 1941—31. јанара 1942“ је обимна студија о опрецијама око одбране Москве, коју је спремао Генералштаб Цвене армија. Састоји се од фотоалбума, бројне литературе од есеја до научних монографија. Студију је објавило војноиздавачко предузеће, под ознаком поверљиво 1943. године.
Својим радовима дао је велики допринос развоју војне науке.
Његови мемоари о детињству, младости, војној служби од 1901. године, па све до завршетка маневарских операција у Првом светском рату (рус. „Воспоминания“), објављени су 1974. године.

## Одликовања
У царској Русији одликован је Орденом Св. Ане четвртог степена (26.10.1914), трећег степана с мечевима и лентом (1915), другог степена с мечевима (1.11.1916), Орденом Св. Владимира четвртог степена с мечевима и лентом (02.11.1914), као и Орденом Св. Станислава трећег степена с мачевима и лентом (22.07.1916) и другог степена с мачевима (27.02.1915).
У социјалистичкој Русији био је врло цењен. Награђен је Орденом Лењина (1939, 1942, 1945), Орденом Црвеног барјака (1921, 1944), Орденом Суворова првог реда (1944), Орденом Црвне звезде (1934, 1938), медаљом „XX година Црвене армије“ (1938) и медаљом „За Одбрану Москве“ (1945).
Улице у Москви (до 1992), Златоусту и другим градовима Русије (Белебеј, Иркутск, Солнечногорск, Вороњеж, Нижњи Новгород, Новосибирск, Чељабинск, Волгоград), Украијини (Горловка, Доњецк, Криви Рог) носиле су или носе његово име.
По њему је назван и велики противподморнички брод „Маршал Шапошњиков“, чија је конструкција започела 1983. у Калињинграду, а који је 1986. ушао у службу Тихоокеанске флоте.